# La Dulce
La Dulce est une localité rurale argentine située dans le partido de Necochea, dans la province de Buenos Aires. Elle a été fondée en lien avec une gare ferroviaire.

## Histoire
La localité porte son nom officiel en mémoire de Nicanor Olivera, qui était propriétaire d'une estancia homonyme, et pour les mêmes raisons, elle a donné son nom à la gare ferroviaire, inaugurée en août 1907 dans le cadre de l'embranchement Tres Arroyos-Lobería. Cette station a été abandonnée en 1975. Olivera est arrivé dans cette région en 1862, alors appelée Malal Tuel. Il transportait un troupeau de bétail destiné à l'estancia. Il a construit un ranch sur le site pour accueillir sa famille.
En 1907, la gare de La Dulce a été construite dans le cadre d'une ligne secondaire reliant Tres Arroyos à Tamangueyú. Il a été construit sur des terrains appartenant aux frères Domingo, Pablo et Adolfo Olivera qui portaient ce nom. En l'honneur de leur père, ils ont décidé de diviser les terres de l'estancia La Dulce pour fonder une ville qu'ils ont baptisée du nom de leur père, Nicanor Olivera. Le 12 avril 1908, la fondation a lieu, le premier train arrive avec des acheteurs qui se disputent les 17 500 hectares mis aux enchères par la firme Bullrich y Cía dans un hangar où se trouvait l'entreprise d'Adolfo Ianuzzi. Les intéressés provenaient de différentes localités, principalement de Tres Arroyos, et comprenaient des Danois, des Italiens et des Galiciens, entre autres nationalités.
M. Arturo Ignacio a été le premier délégué municipal. En 1913, le service téléphonique fourni par la société La Bahiense a commencé. Les premiers établissements scolaires sont les écoles Lainez no 11 et no 5, et le club Juventud Unida Progresista est la première institution sportive, rejointe par le club Porteño en 1918. Des Danois se sont installés sur place et se sont rassemblés dans le Centro Cultural Argentino Danés (centre culturel argentin danois). Il y a également un grand nombre de descendants italiens et espagnols et, dans une moindre mesure, de toutes les parties de l'Europe et de l'Amérique.

## Économie
Les activités économiques sont l'élevage et l'agriculture (blé, maïs, tournesol et soja),.

## Démographie
La localité compte 2 131 habitants (Indec, 2010), ce qui représente une augmentation de 7,7 % par rapport au recensement précédent de 2001 qui comptait 1 978 habitants.

## Services
La population dispose du gaz, de l'eau courante, du téléphone, d'Internet et d'une station de radio en fréquence modulée, LRV 314 Radio Campo. En ce qui concerne les services éducatifs, elle possède l'école no 42 Chaco, l'école no 5 Ricardo Gutiérrez, le jardin d'enfants no 904 Antonio Ciancaglini, l'école secondaire no 18 avec orientation en économie et administration, le centre d'éducation physique no 17 et la bibliothèque publique Mariano Moreno, une salle de conférence et un vaste centre sportif avec un projet d'extension. La bibliothèque publique est responsable du projet de bibliothèque mobile circulante, qui apporte des valises contenant du matériel éducatif et récréatif en prêt dans les écoles rurales des provinces de Buenos Aires, Santa Fe et Entre Ríos.
Elle compte également trois clubs qui développent des activités sportives : le Club Deportivo La Dulce, le Club Ideal Progresista et le Club de Pesca. Les autres entités locales sont l'Asociación de Fomento, le Club de Amistad y Servicio, les Bomberos Voluntarios, le Centro de Jubilados Feliz Encuentro, la Liga de Madres de Familia et la Dulce Sociedad Cooperativa de Seguros.

## Religion
| Diocèse  | Mar del Plata           |
| -------- | ----------------------- |
| Paroisse | Nuestra Señora de Luján |